# George R. Robertson
George Ross Robertson (Brampton, 20 aprile 1933 – Toronto, 29 gennaio 2023) è stato un attore canadese noto per l'interpretazione del commissario Henry Hurst nei film di Scuola di polizia.

## Filmografia parziale

### Cinema
- Rosemary's Baby - Nastro rosso a New York (Rosemary's Baby), regia di Roman Polański (1968)
- Abbandonati nello spazio (Marooned), regia di John Sturges (1969)
- Airport, regia di George Seaton (1970)
- Norma Rae, regia di Martin Ritt (1979)
- Scuola di polizia (Police Academy), regia di Hugh Wilson (1984)
- Scuola di polizia 2 - Prima missione (Police Academy 2: Their First Assignment), regia di Jerry Paris (1985)
- Scuola di polizia 3 - Tutto da rifare (Police Academy 3: Back in Training), regia di Jerry Paris (1986)
- Scuola di polizia 4 - Cittadini in... guardia (Police Academy 4: Citizens on Patrol), regia di Jim Drake (1987)
- Scuola di polizia 5 - Destinazione Miami (Police Academy 5: Assignment: Miami Beach), regia di Alan Myerson (1988)
- Scuola di polizia 6 - La città è assediata (Police Academy 6: City Under Siege), regia di Peter Bonerz (1989)
- Doppio inganno (Deceived), regia di Damian Harris (1991)
- JFK - Un caso ancora aperto (JFK), regia di Oliver Stone (1991)
- La scuola più pazza del mondo (National Lampoon's Senior Trip), regia di Kelly Makin (1995)
- Murder at 1600 - Delitto alla Casa Bianca, regia di Dwight H. Little (1997)
- Resta con me (Still Mine), regia di Michael McGowan (2012)

## Doppiatori italiani
Nelle versioni in italiano delle opere in cui ha recitato, George R. Robertson è stato doppiato da:
- Rodolfo Traversa in Scuola di polizia
- Pietro Biondi in Scuola di polizia 3 - Tutto da rifare
- Dante Biagioni in E.N.G. - Presa diretta
- Carlo Reali in Resta con me